# Ласвелл, Билл
Билл Ласвелл (англ. Bill Laswell, 12 февраля 1955, Сейлем) — американский бас-гитарист, продюсер и хозяин звукозаписывающего лейбла. Один из наиболее плодовитых современных музыкантов, участник сотен записей по всему миру. Музыка, которую играет и/или продюсирует Ласвелл, относится к множеству различных жанров, среди которых наиболее заметны фанк, различные стили мировой музыки, джаза, даба и эмбиента, а также более агрессивные стили рок-музыки — например, хардкор-панк и метал.